# Sticherus orthocladus
Sticherus orthocladus là một loài dương xỉ trong họ Gleicheniaceae. Loài này được Christ Chrysler mô tả khoa học đầu tiên năm 1944.